# Período Populista
República Populista, Quarta República Brasileira, República Nova, Período Democrático e República de 46 referem-se ao período da história do Brasil que tem início com o fim do governo provisório de José Linhares (31 de janeiro de 1946), que por sua vez, teve início após a renúncia forçada de Getúlio Vargas (29 de outubro de 1945), pondo fim ao Estado Novo. Neste período da história brasileira a Petrobras, sob o segundo governo de Vargas (1951–1954), é fundada e a capital nacional é transferida do Rio de Janeiro para a cidade planejada de Brasília.
Segundo Zicman de Barros e Lago, a expressão "República Populista" foi empregada pela primeira vez por Celso Lafer em 1971. Por sua vez, a palavra "populismo" entra no léxico político brasileiro precisamente na segunda metade dos anos 1940. Ela foi inicialmente usada para nomear políticos carismáticos capazes de mobilizar grandes novas massas formadas a partir da migração de trabalhadores para as grandes cidades. No contexto de democratização do país, esses novos contingentes eleitorais escapavam das dinâmicas de voto de cabresto, sendo incorporados à vida política nacional. Se a palavra foi por vezes utilizada de forma pejorativa, sendo associada à demagogia e à manipulação, de modo geral ele carregava uma conotação positiva, sendo reivindicada por diversos políticos.
O dito "período populista" termina em 31 de março de 1964, com o Golpe Militar de 1964, que depôs o então presidente eleito democraticamente João Goulart. O governo da época, atordoado pelas críticas de todos os lados e fustigado pelos problemas econômicos que se avolumavam, optou pelo apoio das esquerdas. Em 31 de março, à noite, o movimento militar eclodiu em Belo Horizonte e espalhou-se rapidamente por todo o Brasil, praticamente sem reação da esquerda. Alguns políticos e líderes críticos ao regime foram presos ou optaram pelo exílio, como Goulart, que exilou-se no Uruguai. Era o início da ditadura militar no Brasil.

## Transição
Os anos de 1945 e 1946 foram marcantes para o Brasil. No curto espaço de tempo entre a deposição de Getúlio Vargas, a 29 de outubro de 1945, e a promulgação de uma nova Constituição, em 18 de setembro de 1946, ocorreram fatos decisivos para a evolução de processo histórico brasileiro.
Em 1945, Getúlio Vargas foi deposto, reinstituindo o pluripartidarismo e as eleições livres; tomou posse o substituto de Vargas, o Ministro José Linhares. Dentre as maiores preocupações do antigo presidente do Supremo Tribunal Federal, Ministro José Linhares, estava a realização de novas eleições. Os principais partidos recém-criados — o Partido Social Democrático (PSD), o Partido Trabalhista Brasileiro (PTB) e a União Democrática Nacional (UDN), ao lado de outros menores, como o Partido Comunista Brasileiro (PCB) — indicaram seus candidatos.
Em 1946, entrou em vigor uma nova constituição, a Constituição de 1946, e as eleições realizadas em 1946 conduziram ao poder, como presidente, o General Eurico Gaspar Dutra.

## Governo Dutra (1946–1951)

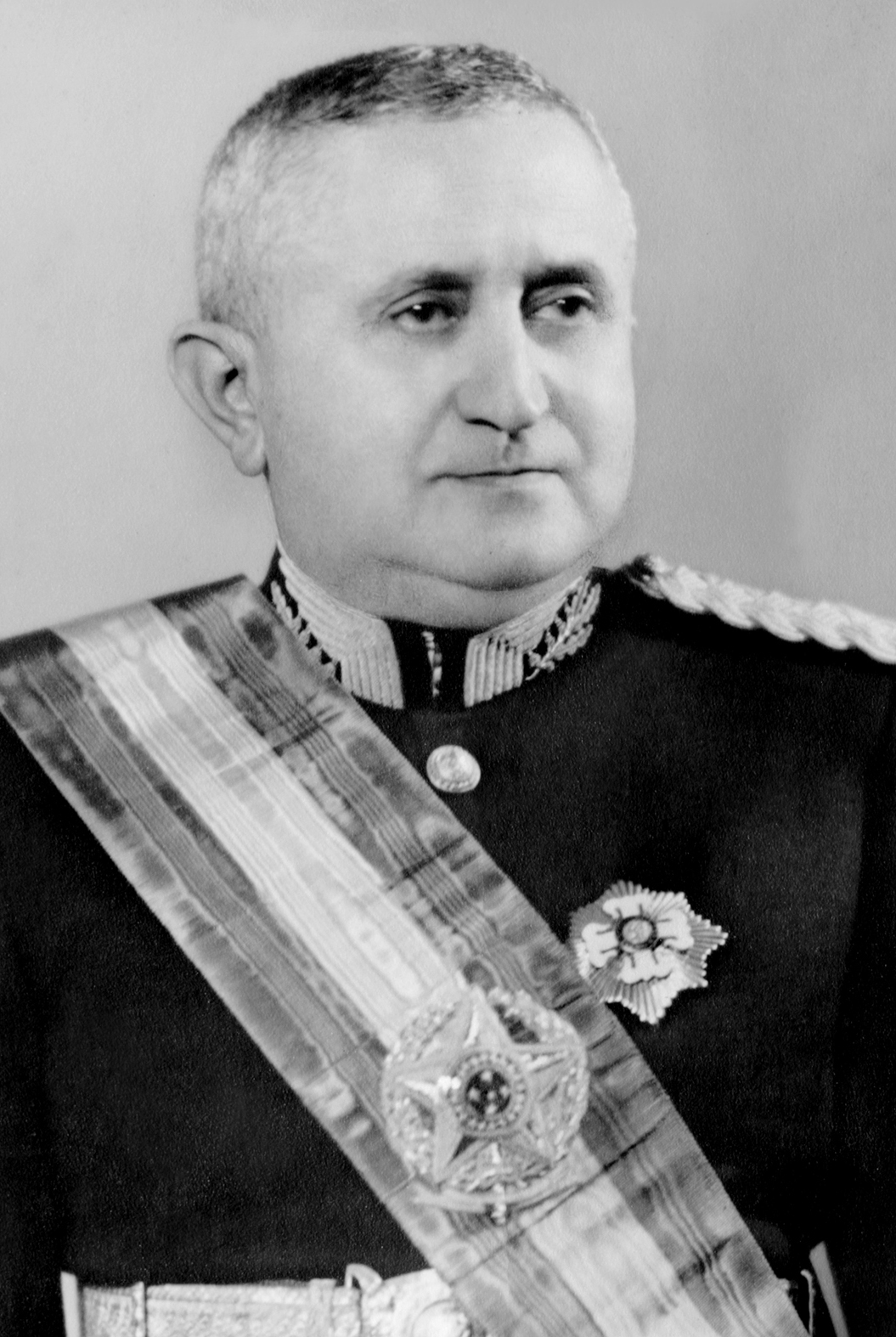
Eurico Gaspar Dutra, presidente entre 1946 e 1951.

Dutra candidatou-se pelo Partido Social Democrático (PSD), em coligação com o Partido Trabalhista Brasileiro (PTB), e venceu as eleições de 2 de dezembro de 1945, com 3.351.507 votos, superando Eduardo Gomes da União Democrática Nacional e Iedo Fiúza do Partido Comunista do Brasil. Para vice-presidente, a escolha recaiu sobre o político catarinense Nereu Ramos, também do PSD, eleito pela Assembleia Nacional Constituinte de 1946. (Quando Dutra foi eleito presidente, ainda estava em vigência a Constituição de 1937, que não previa a figura do vice-presidente.)[carece de fontes?]
Dutra assumiu o governo em 31 de janeiro de 1946, juntamente com a abertura dos trabalhos da Assembleia Nacional Constituinte, em clima da mais ampla liberdade. O pacto constitucional surgiu do entendimento dos grandes partidos do centro liberal, o PSD e a UDN, embora ali tivessem assento atuantes bancadas de esquerda, como as do Partido Comunista do Brasil (PCB) e PTB. Dutra não interferiu nas decisões, mesmo quando teve seu mandato reduzido de seis para cinco anos, pois fora eleito na vigência da Constituição de 1937 que previra mandato de 6 anos. O quinquênio presidencial, que começara com a proibição do jogo no Brasil (abril de 1946), entraria no ano de 1948 em sua fase mais característica, marcada pelo acórdão do Tribunal Superior Eleitoral que considerou fora da lei o PCB (1947) e depois pela ruptura de relações com a União Soviética (1948).[carece de fontes?]

## Governo Vargas (1951–1954)
No campo político, uma nova ideologia empolgou amplos setores da classe média, militares, estudantes, profissionais liberais, intelectuais, operários: o nacionalismo, cuja expressão mais significativa foi a campanha "O petróleo é nosso!" da qual surgiram a lei do monopólio estatal da prospecção e do refino do petróleo e a criação da Petróleo Brasileiro S/A (Petrobras), em outubro de 1953.[carece de fontes?]

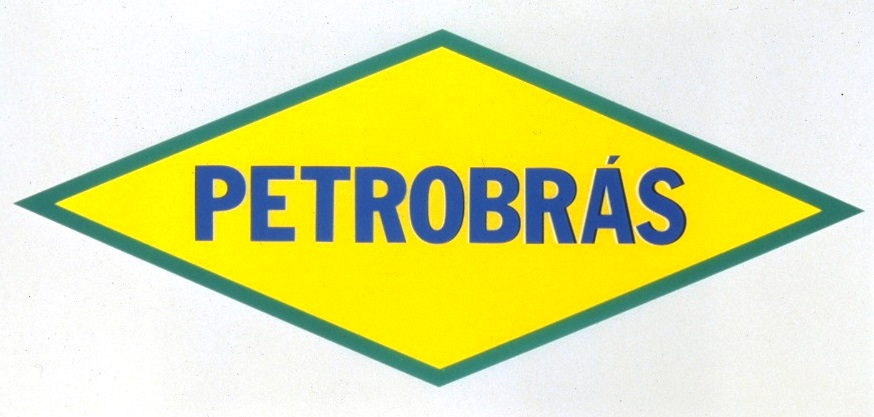
Logomarca da Petrobras nos anos 1950.

Em que pese o apoio dos nacionalistas à defesa do petróleo e à tendência estatizante de seu governo, Vargas começou a detectar sinais claros da insatisfação de setores estratégicos de opinião, sobretudo dos representantes do capital estrangeiro e da burguesia nacional. Não obstante, também a classe média dava mostras de impaciência, como ficou claro pela eleição de Jânio Quadros para a prefeitura de São Paulo, sem apoio dos grandes partidos. Getúlio procedeu a uma mudança ministerial: convocou, para o ministério da Fazenda, Osvaldo Aranha, que atenuou a política cambial e tomou medidas de estabilização econômica; e para o do Trabalho, um jovem político gaúcho, até então desconhecido, João Goulart, que iniciou alianças com o movimento operário, em substituição à política populista de Vargas.[carece de fontes?]
Porém, Getúlio não conseguiu conduzir tão bem o seu governo. Pressionado por uma série de eventos, em 1954 Getúlio Vargas comete suicídio dentro do Palácio do Catete. Seu vice-presidente passou a dirigir o país, João Fernandes Campos Café Filho.

## Governo Kubitschek (1956–1961)

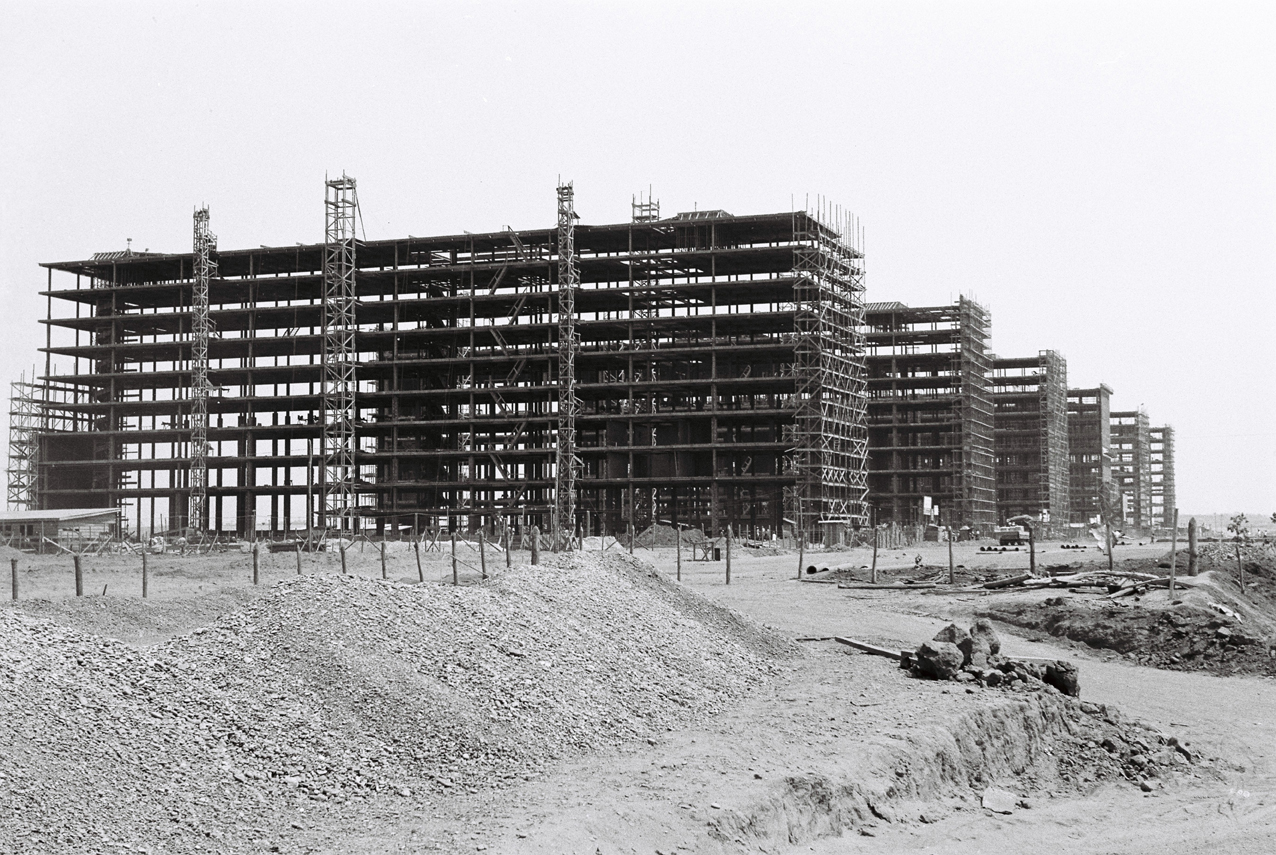
Construção da Esplanada dos Ministérios de Brasília, a nova capital nacional, em 1959.

Em 1955, Juscelino Kubitschek foi eleito presidente e tomou posse em janeiro de 1956, ainda que tenha enfrentado tentativas de golpe. João Goulart tenha sido eleito vice-presidente e assumiu o cargo naquele mesmo ano. O governo de Kubitschek caracterizou-se pelo chamado desenvolvimentismo, doutrina que se detinha nos avanços técnico-industriais como suposta evidência de um avanço geral do país. O lema do "desenvolvimentismo" sob Juscelino foi 50 anos em 5. Em 1960, Kubitschek inaugurou Brasília, a nova capital do Brasil.
O quinquênio de Juscelino Kubitschek voltou-se para o desenvolvimento econômico e a política de industrialização. Expandiu-se a infraestrutura de rodovias, ferrovias e portos, energia elétrica, armazéns e silos. A fim de atenuar as disparidades regionais, Juscelino criou a Superintendência do Desenvolvimento do Nordeste (SUDENE) e promoveu a interiorização, através de uma rede de estradas e da mudança da capital para Brasília. Essa foi uma época de industrialização do país. Iniciou-se a fase de implantação das indústrias de bens de consumo duráveis e de bens de produção. Instalaram-se as indústrias automobilística, de eletrodomésticos, de construção naval, de mecânica pesada, de cimento, de papel e de celulose.

## Governo Jânio Quadros (1961)

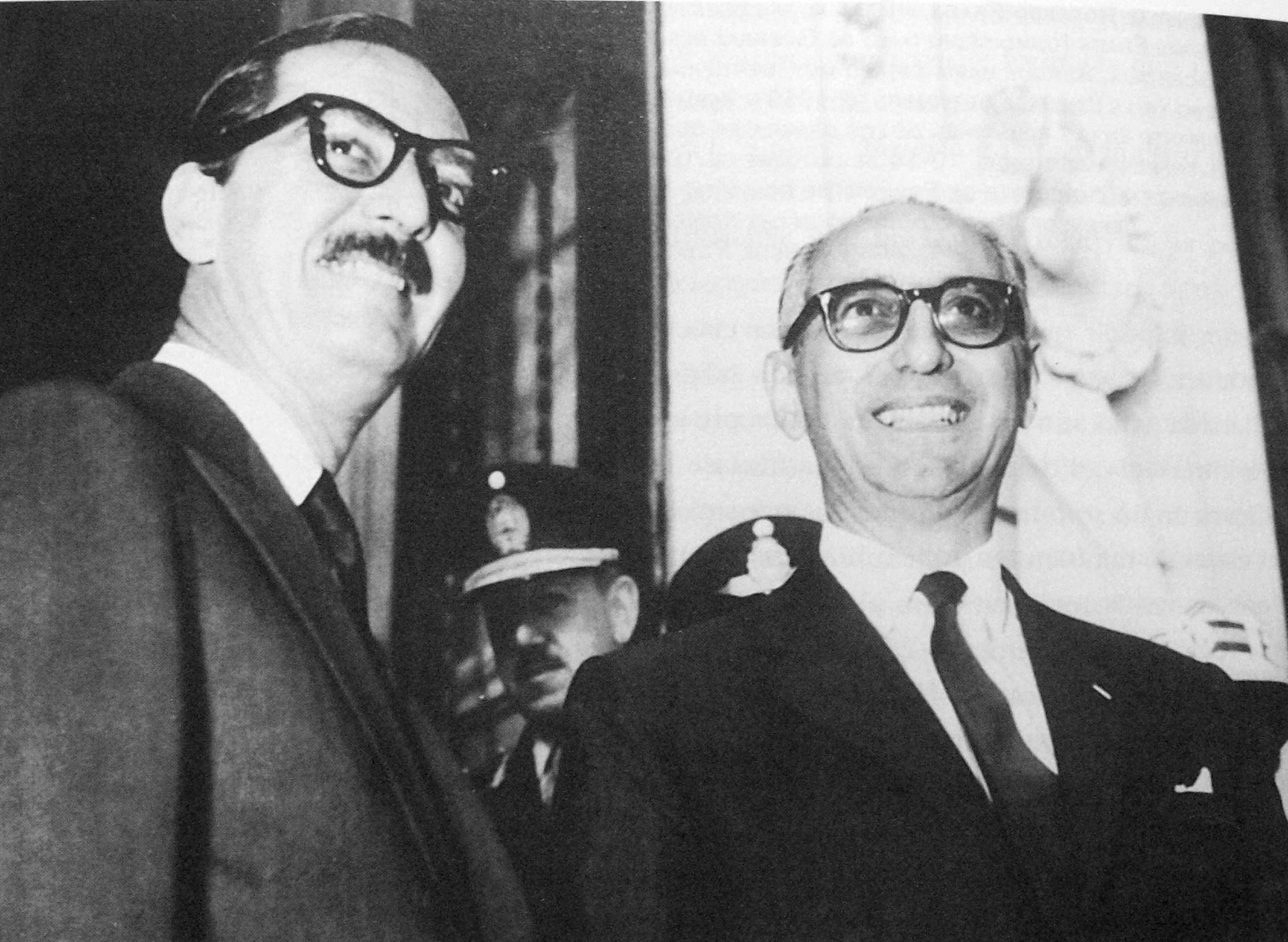
Jânio Quadros e Arturo Frondizi, o então Presidente da Argentina.

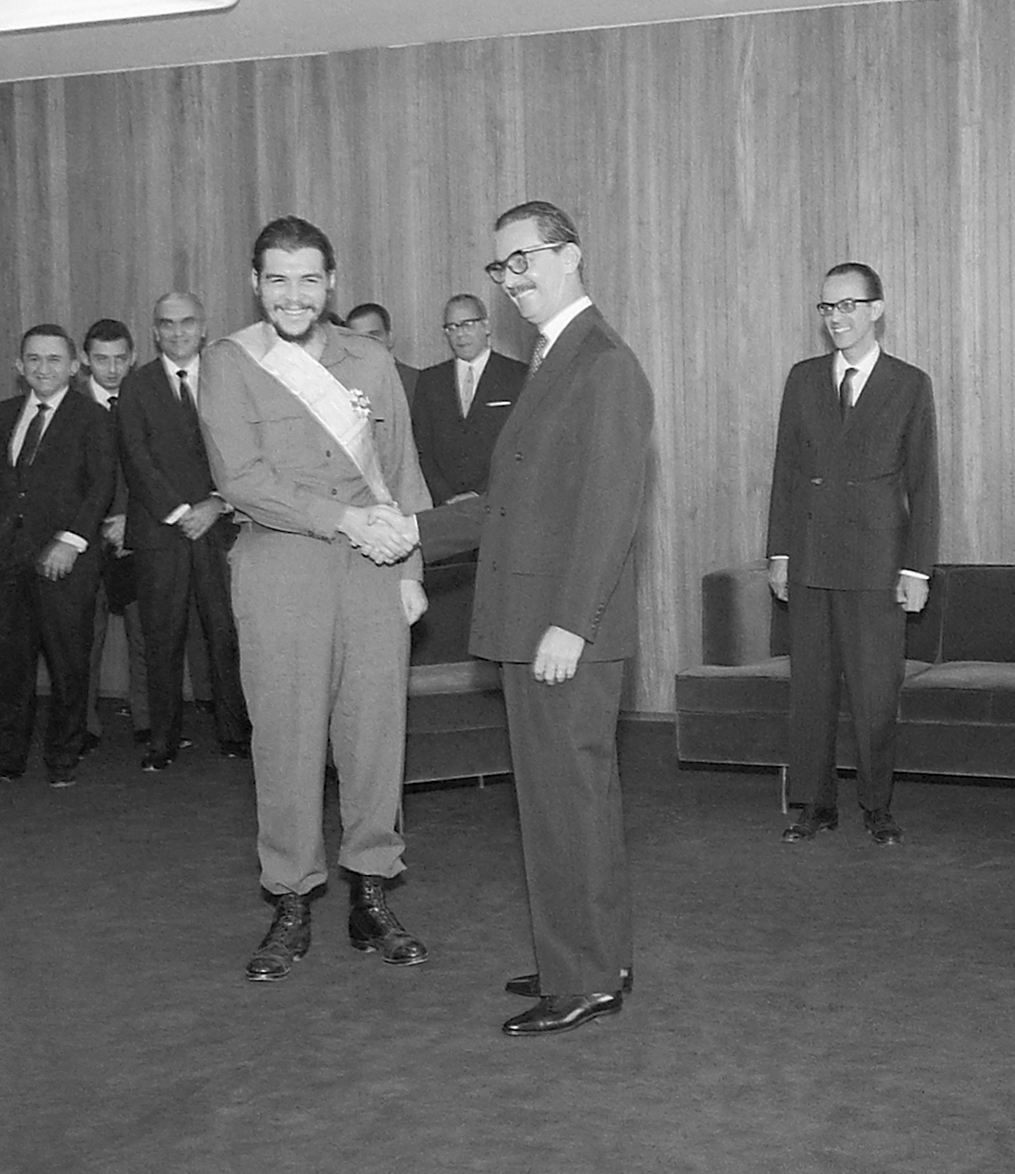
Jânio Quadros condecora Ernesto Guevara com a Ordem do Cruzeiro do Sul, 1961. Arquivo Nacional.

Já em 1961, Jânio Quadros (eleito em 1960) assumiu a presidência, mas renunciou em agosto do mesmo ano. Jânio, um ex-professor paulista que pregava a moralização do governo e era membro do PTN, veio a adotar uma política moralista (como a proibição de biquínis nas praias) e uma política externa independente, vindo a se encontrar com o revolucionário argentino Ernesto Che Guevara por razões diplomáticas. Jânio pediu a libertação de 20 padres espanhóis presos em Cuba, o que foi concedido. Com a libertação dos presos, Jânio decidiu condecorar Che, o que provocou uma indignação dos setores civis e militares mais conservadores.
A fórmula adotada por Jânio foi combinar uma política interna conservadora, deflacionista e antipopular, com uma política externa de rompantes independentes, para atrair a simpatia da esquerda. Muito mais retórica que efetiva, essa política, que se notabilizou por ataques à China nacionalista e pela condecoração do líder da Revolução Cubana Ernesto "Che" Guevara, acabou por atrair a desconfiança da burguesia e a ira dos militares. O aumento das tarifas públicas, a ampliação da carga horária da burocracia estatal e a preocupação demagógica com questões insignificantes, como a proibição das brigas de galo e de transmissões de televisão que mostrassem moças de biquíni, acabaram por desgastar o apoio que ainda recebia da opinião pública.[carece de fontes?]
Acredita-se atualmente que Jânio Quadros tentou promover o autogolpe, ou seja, renunciar para voltar com plenos poderes, apostando que o Congresso não aceitaria a renúncia por causa do vice João Goulart, ligado à esquerda trabalhista. Mas, se for verdade, falhou, e o Congresso aceitou sua renúncia.

## Governo Ranieri Mazzili (1961)

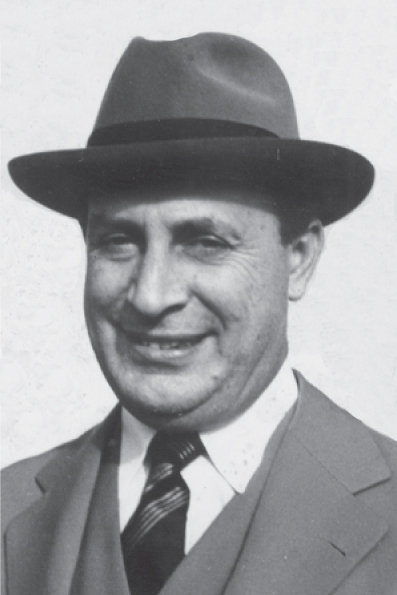
Ranieri Mazzilli

Ranieri Mazzili, na qualidade de presidente da Câmara dos Deputados, conforme previa a Constituição vigente, assumiu a presidência da República algumas vezes, dentre elas duas especialmente marcantes. A primeira foi em 25 de agosto de 1961, em virtude da renúncia de Jânio Quadros e da ausência do vice-presidente João Goulart, que se encontrava em missão na China. Nesta ocasião os ministros militares do governo Jânio Quadros — general Odílio Denys (Exército), brigadeiro Gabriel Grün Moss (Aeronáutica) e almirante Sílvio Heck (Marinha) — formaram uma junta militar informal que tentou impedir, sem sucesso, a posse de João Goulart, abrindo-se uma grave crise político-militar no país. A solução para o impasse foi a aprovação pelo Congresso, em 2 de setembro, de uma emenda à Carta de 1946, instaurando o sistema parlamentarista de governo. João Goulart assumiu, então, a presidência em 7 de setembro de 1961.
A segunda vez que o presidente da Câmara dos Deputados Ranieri Mazzilli assumiu a presidência da República interinamente de forma marcante, foi em 2 de abril de 1964, por ocasião do golpe de Estado que depôs o presidente João Goulart. Em menos de três anos, era a sexta vez que assumia o cargo interinamente. Apesar disso, o poder de fato passou a ser exercido por uma junta militar, autodenominada Comando Supremo da Revolução, composta por três de seus ministros: o general Artur da Costa e Silva, o vice-almirante Augusto Rademaker Grünewald e o tenente-brigadeiro Francisco de Assis Correia de Melo. No dia 15 de abril, entregou o cargo ao marechal Humberto de Alencar Castelo Branco, que venceu uma eleição indireta no dia 11 de abril. Embora não seja militar, seu segundo governo é considerado o primeiro da quinta República, mais conhecida como regime ou ditadura militar.

## Governo Goulart (1961–1964)

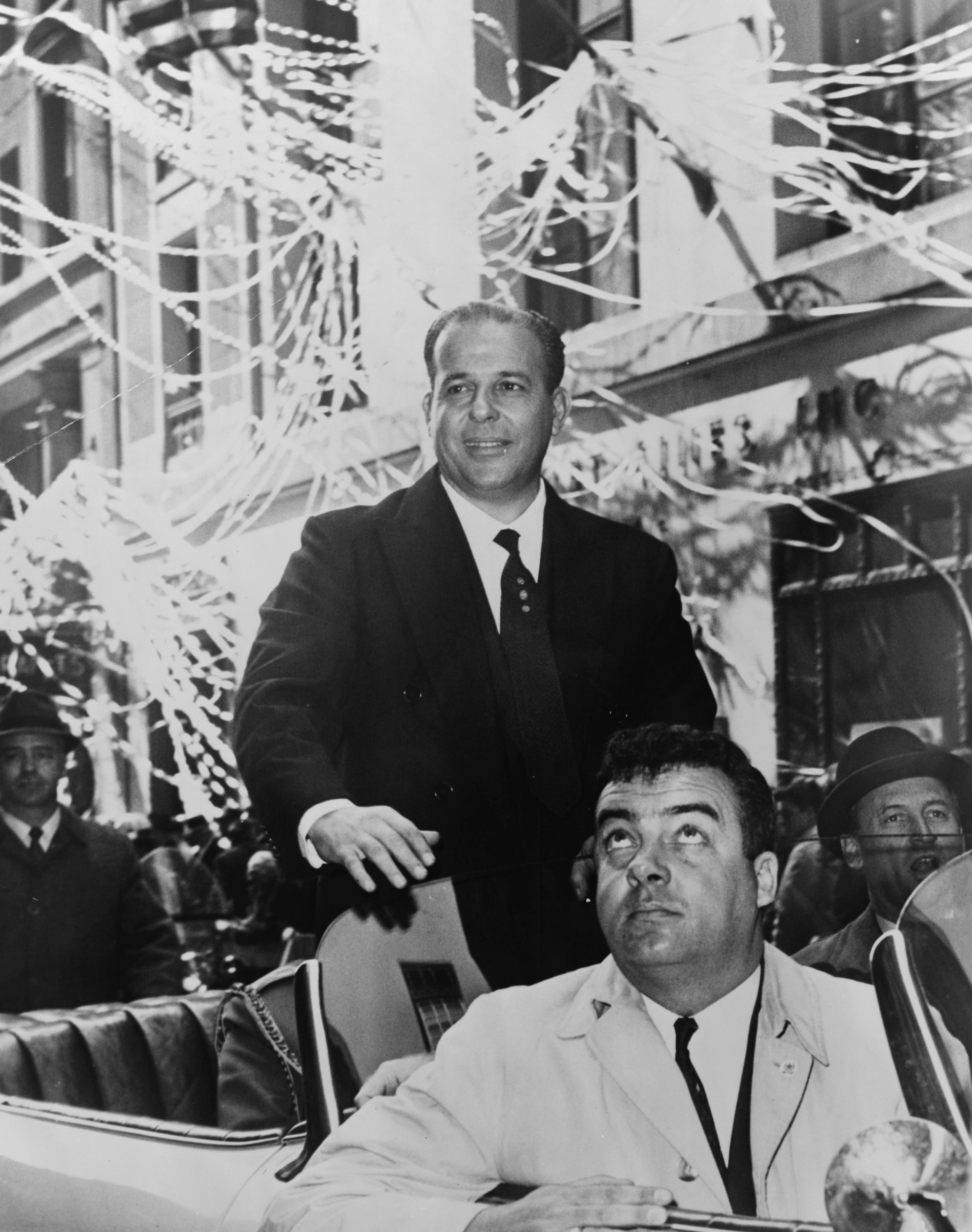
Jango (João Goulart) durante sua visita aos Estados Unidos, em 1962.

O vice-presidente João Goulart, conhecido como Jango, assumiu após uma rápida crise política: os militares não queriam aceitá-lo na presidência, alegando o "perigo comunista". Além de ex-ministro trabalhista, Goulart encontrava-se na China quando da renúncia de Jânio Quadros (que, pela teoria do autogolpe, tentou aproveitar-se dessa viagem de seu vice). Uma solução intermediária é acertada e instala-se o parlamentarismo no Brasil. Em pouco mais de um ano, sucederam-se três Presidentes do Conselho de Ministros — Tancredo Neves, Brochado da Rocha e Hermes Lima. Com apoio nas bases populares e sindicalistas, Goulart conseguiu antecipar o plebiscito para janeiro de 1963 e reverteu facilmente o sistema para o presidencialismo. Assim, em 1963, João Goulart recuperou a chefia de governo com o plebiscito que aprovou a volta do presidencialismo.
Goulart passou então a manobrar para manter o apoio das bases populares e sindicais e ao mesmo tempo atrair as simpatias do centro político. Para isso, lançou o plano trienal de desenvolvimento econômico e social, em que defendia conjuntamente as reformas de base, agrárias e urbanas, medidas anti-inflacionárias clássicas e investimentos estrangeiros. O resultado foi exatamente o oposto. O plano foi atacado tanto pela esquerda quanto pelos conservadores, todos preocupados mais com as implicações políticas que com os resultados práticos. O governo, atordoado pelas críticas de todos os lados e fustigado pelos problemas econômicos que se avolumavam, optou pelo apoio das esquerdas. Em 31 de março, à noite, o golpe militar eclodiu em Belo Horizonte e espalhou-se rapidamente por todo o Brasil, praticamente sem reação da esquerda. Alguns políticos e líderes críticos ao regime foram presos ou optaram pelo exílio, como Goulart que se exilou no Uruguai. Em 2 de abril, o presidente do Senado Auro de Moura Andrade declara vaga a Presidência da República e empossa o presidente da Câmara dos Deputados, Ranieri Mazzilli. Era o início da ditadura militar no Brasil.

## Eleições
- Eleições Gerais de 1945
- Eleições Gerais de 1947
- Eleições Gerais de 1950
- Eleições Gerais de 1954
- Eleições Gerais de 1955
- Eleições Gerais de 1958
- Eleições Gerais de 1960
- Eleições Gerais de 1962
- Plebiscito de 1963